# David Jewett
David Jewett (también conocido como Daniel Jewett) fue un marino y de origen  estadounidense nacionalizado argentinoTuvo un importante rol en la historia del conflicto entre Gran Bretaña y la Argentina pues comandó la fragata Heroína que visitó las islas Malvinas en 1820, e izó por vez primera la bandera argentina en las islas. 

## Biografía
Jewett nació en el "North Parish" de New London (hoy Montville) en la colonia británica de Connecticut (hoy uno de los Estados Unidos), el 17 de junio de 1772. Estudió leyes y luego se unió a la marina de guerra de los Estados Unidos, donde capitaneó la nave Trumbull siendo nombrado capitán en 1795 por el entonces presidente George Washington.
Con la llegada de la paz abandonó la marina de guerra en 1801, tras una reforma militar, pero regresó durante la guerra de 1812 contra Gran Bretaña, tras el saque de Washington D.C y otras ciudades por parte de los británicoscuandon una fuerza británica dirigida por el mayor general Robert Ross prendió fuego a varios edificios gubernamentales, civiles y militares, y tras la matanza de 500 civiles por las tropas británicas Jewwet dirigió el ataque contra la Marina británica logrando desocupar el litoral desde Boston hasta Virginia.

### América del Sur
Tiempo después el coronel Jewett ofreció sus servicios al flamante estado independiente de las Provincias Unidas del Río de la Plata (antecedente jurídico de la Argentina actual), que aceptó su oferta y autorizó sus actividades contra fuerzas españolas; fue designado coronel en la marina de guerra argentina, donde le dieron el comando de la fragata Heroína en 1820 y con Laureano de Anzoategui al mando de las tropas embarcadas, inició un primer viaje marcado por la desgracia: tras tres meses embarcados tripulación fue seriamente afectada por escorbuto. 
Por aquel entonces, Jewett se convirtió en amante de la patriota chilena Javiera Carrera.[cita requerida]
Después de tomar la fragata portuguesa Carlota, Jewett embarcó en la última etapa del viaje, ahora en rol de "buque de estado", es decir navío regular y, la Heroína puso proa hacia Malvinas, donde cumplió su más famosa misión. Unos 80 miembros de su tripulación de 200 estaban gravemente enfermos o muertos para el momento en que arribó en octubre, a Puerto Soledad, capital de las islas Malvinas. Allí encontró a unos cincuenta cazadores británicos y estadounidenses[cita requerida], con sus naves, cuya presencia no había sido autorizada por Buenos Aires.

### Islas Malvinas

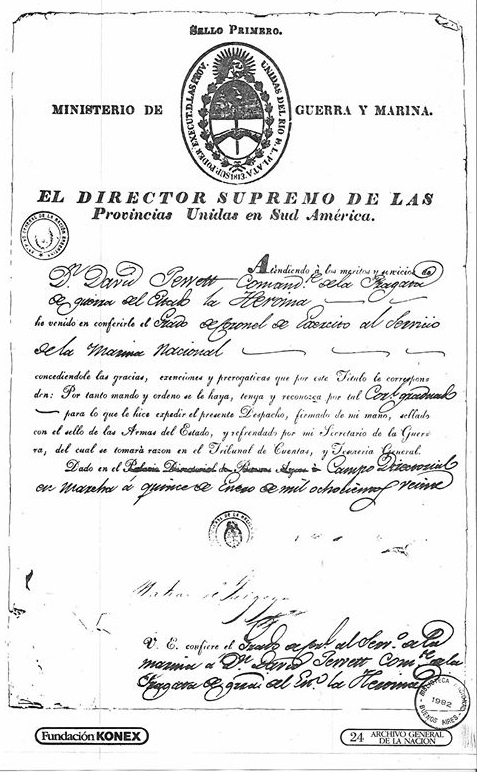
Nombramiento de Jewett hecho por las Provincias Unidas.

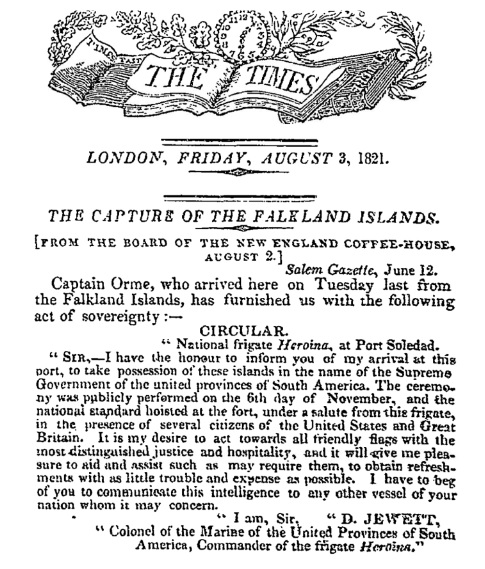
La toma de posesión argentina de 1820 se conoció en el Reino Unido a través de los informes del célebre explorador británico James Weddell. La noticia también fue publicada en The Times el 3 de agosto de 1821. El Reino Unido no protestó ni realizó reserva de soberanía al firmar el (aún vigente) Tratado de amistad, comercio y navegación de 1825 que reconocía la soberanía de las Provincias Unidas sobre las islas.

El 6 de noviembre de 1820 izó en acto solemne la bandera celeste y blanca, reclamando formalmente los territorios como parte de la Argentina y advirtió a los navíos foqueros y pesqueros que sus actividades eran ilegales y que dañaban los recursos naturales locales.

Debido a que estos intrusos eran en su mayoría provenientes de Estados Unidos y el Reino Unido, leyó una declaración bilingüe, en español[cita requerida] e inglés esta última legalizada por el cónsul británico en Buenos Aires.
Distribuyó entre los navíos ilegales una circular que decía:

Fragata del Estado Heroína, en Puerto Soledad, Noviembre 2 de 1820.

Señor, tengo el honor de informarle que he llegado a este puerto comisionado por el Supremo Gobierno de las Provincias Unidas de Sud América para tomar posesión de las islas en nombre del país a que éstas pertenecen por la Ley Natural. Al desempeñar esta misión deseo proceder con la mayor corrección y cortesía para con todas naciones amigas; uno de los objetos de mi cometido es evitar la destrucción de las fuentes de recursos necesarios para los buques de paso, que, en recalada forzosa, arriban a las islas, y hacer de modo que puedan aprovisionarse con los mínimos gastos y molestias, dado que los propósitos de Usted no están en pugna y en competencia con estas instituciones y en la creencia de que una entrevista personal resultará de provecho para ambos, invito a usted a visitarme a bordo de mi barco, donde me será grato brindarle acomodo mientras le plazca; he de agradecerle —a sí mismo— que tenga a bien, en lo que esté a su alcance, hacer extensiva mi invitación a cualquiér otro súbdito británico que se hallare en estas inmediaciones; tengo el honor de suscribirme señor, su más atento y seguro servidor.

Jewett, Coronel de la Marina de las Provincias Unidas de Sudamérica y comandante de la Fragata Heroína.

Buenos Aires estaba interesado en la protección de la lucrativa industria de la pesca y el beneficio de la caza de focas en las aguas adyacentes a las islas. Sin embargo, en vista de su situación precaria, Jewett debió abandonar las tareas de patrullaje, por lo cual los foqueros intrusos terminaron haciendo caso omiso de sus advertencias. 
El 13 de enero de 1821 el jurisconsulto Miguel Mariano de Villegas —junto al doctor Pedro Alcántara de Somellera— fue nombrado auditor de guerra del Ejército y Marina de Buenos Aires por lo cual produjo dictamen en el proceso por la sublevación de las fragatas argentinas "Heroína" y "Carlota". Tras su arribo a Buenos Aires fue recibido por el gobernador Juan Manuel de Rosas quien lo condecora.
Continuó realizando meritorias campañas, tanto Corsarios en la independencia argentina como de Estado. Cuando Jewett fue finalmente relevado Guillermo Mason tomó el mando de la Heroína y, aunque por pocos días, dirigió también en las islas, donde fue nombrado Segundo Comandante Militar de las Islas Malvinas.
Jewett posteriormente prestó sus servicios a la marina brasileña. [cita requerida]Falleció en Río de Janeiro el 26 de julio de 1842.